# Jean Fernandez (directeur artistique)
Pour les articles homonymes, voir Fernández.
Jean Eladio Fernandez, né le 6 novembre 1927 à Paris et mort le 28 janvier 1997 à Rueil-Malmaison, est un producteur musical et directeur artistique français, surtout connu pour son travail avec Eddy Mitchell et les Chaussettes noires.

## Carrière
Jean Fernandez travaille d'abord comme stewart sur les lignes aériennes longues distances avant de devenir propriétaire associé d'une boite de nuit à New York. Grand passionné de musique, son amour du jazz le lie avec Eddie Barclay qui l'embauche dans sa maison de disque. Il est, avec Léo Missir, Norbert Saada et Naps Lamarche, l'un des principaux directeurs artistiques des disques Barclay.
Il organise toutes les semaines des auditions au cours desquelles il découvre le chanteur Frank Alamo. Le 18 novembre 1960, il auditionne les « Five Rocks », un jeune groupe français qui deviendra les Chaussettes noires. Il s'occupe de leur carrière discographique jusqu'en 1963, et encourage Eddy Mitchell à poursuivre en solo. Jean Fernandez accompagne le chanteur dans tous ses enregistrements, organisant ses déplacements à Londres et aux États-Unis et s'assurant de la participation des meilleurs musiciens de studio dans ces deux pays,. Selon Maurice Achard, c'est Jean Fernandez qui donne à Claude Moine le pseudonyme d'Eddy Mitchell.
De 1960 à 1967, Jean Fernandez est également le directeur artistique de Léo Ferré, crédité en tant de producteur exécutif sur tous ses disques de l'époque. En 1968, il est nommé responsable de la division américaine de Barclay à New York.
Il travaille aussi pour de nombreux groupes français, comme les Aiglons, Zoo ou  Voyage, avec des artistes de variétés tels que Nicoletta, Jacques Brel, Michel Delpech ou Dave et d'autres moins célèbres, dont Joël Daydé, Esther Galil et Pierre Papadiamandis.
En avril 1978, il a la tâche périlleuse de diriger une session conflictuelle pour l'enregistrement de My Way par Sid Vicious avec les musiciens français Claude Engel, Sauveur Mallia et Pierre-Alain Dahan ; cette version est publiée dans l'album posthume du chanteur Sid Sings.
Après qu'Eddie Barclay ait revendu sa compagnie à Phonogram en 1978, Jean Fernandez se fait baroudeur aux « quatre coins » de la planète.